# 潭陽郡

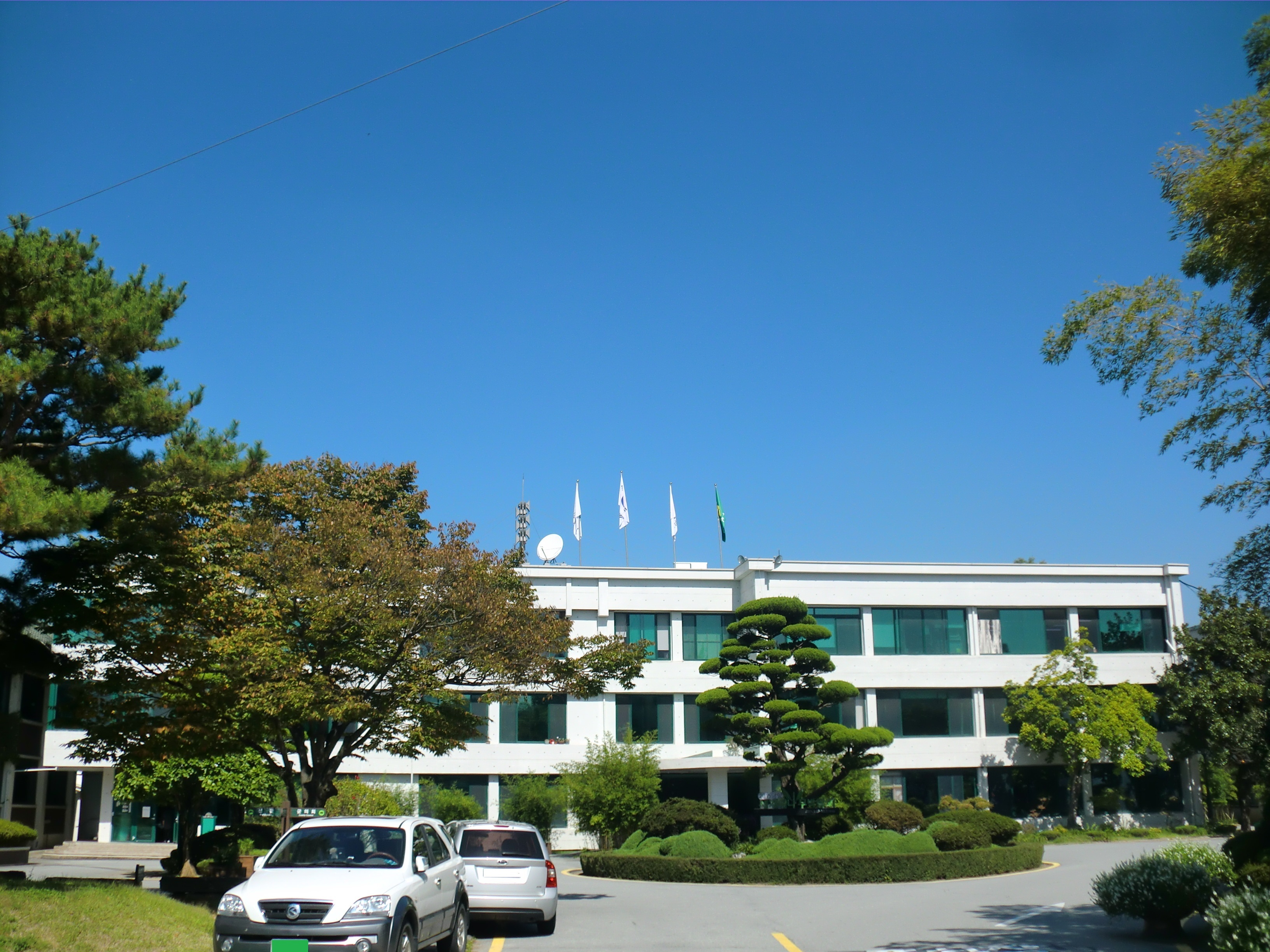
潭陽郡庁

潭陽郡（タミャンぐん）は、大韓民国全羅南道の北東部にある郡である。北東部を全北特別自治道淳昌郡と、南西部を光州広域市北区と接している。

## 歴史
- 高麗時代から潭陽・昌平の名前が使われている。
- かつては竹や竹細工製品の生産が盛んで、地域の主要な産業の一つだった。
- 1914年4月1日 - 郡面併合により、潭陽郡および昌平郡の一部・光州郡の一部（葛田面・大峙面）・長城郡の一部（甲郷面）を潭陽郡として編成。潭陽郡に以下の面が成立。（13面）
  - 潭陽面・九岩面・古西面・南面・昌平面・大徳面・武面・貞面・金城面・龍面・月山面・水北面・大田面
- 1918年 - 武面・貞面が合併し、武貞面が発足。（12面）
- 1931年4月1日 - 九岩面が鳳山面に改称。（12面）
- 1943年10月1日 - 潭陽面が潭陽邑に昇格。（1邑11面）。
- 1955年7月1日 - 光山郡石谷面の一部（金谷里・忠孝里・徳義里）が南面に編入。（1邑11面）
- 1957年11月6日 - 南面の一部（金谷里・忠孝里・徳義里）が光州市に編入。（1邑11面）
- 1983年2月15日 - 鳳山面・武貞面・月山面・金城面の各一部が潭陽邑に編入。（1邑11面）
- 2019年2月19日 - 南面が歌辞文学面に改称。（1邑11面）

## 行政

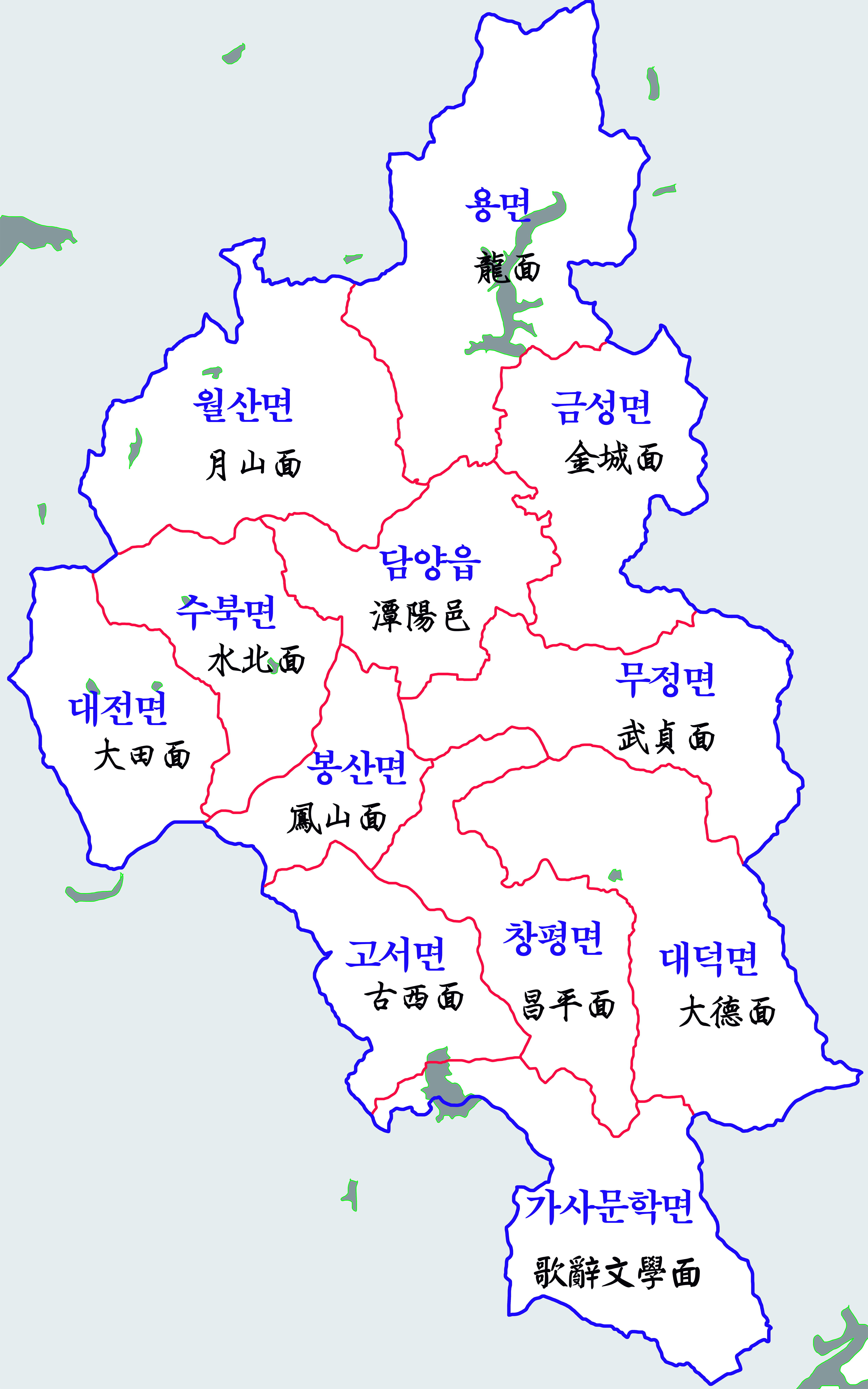
行政区域図

### 行政区域
| 邑・面     | 法定里 |
| ---------- | --- |
| 潭陽邑     | 佳山里、江争里、客舎里、錦月里、南山里、潭州里、万成里、盤龍里、栢洞里、三茶里、三万里、羊角里、五桂里、雲橋里、紙砧里、川辺里、鶴洞里、郷校里、ダムビッ里 |
| 鳳山面     | 大秋里、斉月里、新鶴里、錡谷里、淵洞里、柳山里、陽地里、臥牛里、三支里                                                                                     |
| 古西面     | 古邑里、校山里、金峴里、東雲里、甫村里、分香里、山徳里、声月里、院江里、舟山里                                                                             |
| 歌辞文学面 | 柯岩里、仁岩里、燕川里、豊岩里、芝谷里、京相里、九山里、満月里、茂洞里、鼎谷里、鶴仙里                                                                     |
| 昌平面     | 広徳里、三川里、梧江里、外洞里、龍水里、維谷里、柳川里、義項里、一山里、長華里、昌平里、海谷里                                                             |
| 大徳面     | 葛田里、錦山里、梅山里、文学里、飛釵里、声谷里、龍坮里、雲山里、雲岩里、立石里、獐山里                                                                     |
| 武貞面     | 徳谷里、東江里、東山里、鳳安里、瑞興里、成道里、安平里、霊泉里、五礼里、五龍里、五峰里、貞石里、平地里                                                     |
| 金城面     | 金城里、帯谷里、大成里、徳成里、鳳棲里、鳳凰里、石峴里、外楸里、原栗里、元泉里                                                                             |
| 龍面       | 道林里、斗長里、双台里、龍淵里、龍峙里、月桂里、秋成里、桶泉里                                                                                             |
| 月山面     | 広岩里、新渓里、五星里、龍岩里、龍興里、月渓里、月山里、月平里、中月里、化方里                                                                             |
| 水北面     | 古城里、開東里、羅山里、南山里、斗井里、大舫里、大興里、弓山里、水北里、梧亭里、井中里、舟坪里、風水里、黄金里、ダムビッ里                                 |
| 大田面     | 甲郷里、講義里、大峙里、屏風里、西玉里、城山里、月本里、応龍里、中玉里、台木里、平章里、杏成里                                                             |

### 警察
- 潭陽警察署

### 消防
- 潭陽消防署

## 交通

### 高速道路
- 湖南高速道路
  - 大徳ジャンクション - 昌平インターチェンジ - 古西ジャンクション
- 光州-大邱高速道路
  - 古西ジャンクション - 潭陽ジャンクション - 潭陽インターチェンジ
- 高敞-潭陽高速道路
  - 潭陽ジャンクション - 大徳ジャンクション

### 道路
- 国道13号線 (韓国)（朝鮮語版）
- 国道15号線
- 国道24号線 (韓国)
- 国道29号線 (韓国)

### バス
隣接する光州広域市との間に潭陽郡と光州広域市の複数系統の路線バスが運行されている。特に潭陽バスターミナルと光州市内を結ぶ便数は多い。その他淳昌郡、南原市など近隣の市・郡への便もある。

## 名所・博物館等
- 瀟灑園

1530年代に、流罪になった両班によって造られた庭園・住居跡。今も庭園や少数の建物が残り、史跡に指定されている。
- 秋月山
- 韓国歌辞文学館
- 韓国竹博物館

## 特産品
かつて竹・竹製品が地場産業として地域経済を支え、現在も韓国内で最も広い面積の竹林を有しているとされており、特産品にも竹に関連したものが多い。
- 竹製品
- 筍の刺身
- トッカルビ

## 出身人物
- 李升基（科学者）
- 宋鎮禹（政治家）
- 曺仁柱（ボクサー、元WBC世界スーパーフライ級王者）
- 高永民（プロ野球選手、斗山ベアーズ所属）